# Adriaan de Groot

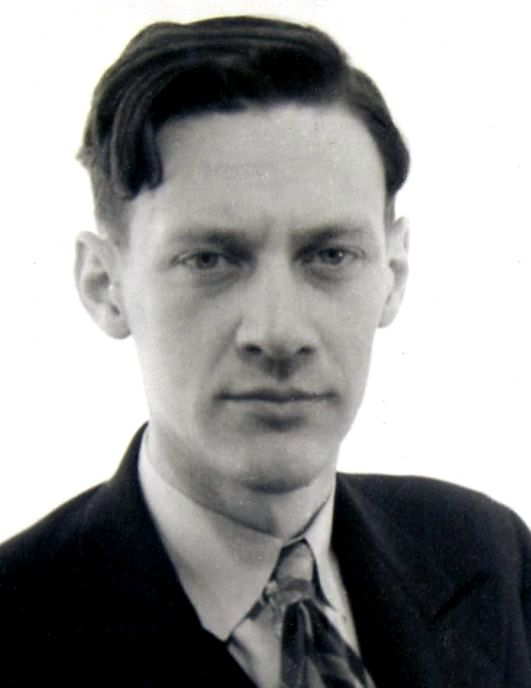
Adrianus Dingeman de Groot

Adrianus Dingeman (Adriaan) de Groot (* 26. Oktober 1914 in Santpoort, einem Ortsteil von Velsen, Niederlande; † 14. August 2006 auf Schiermonnikoog) war ein niederländischer Psychologe und Schachspieler. Er gilt als ein Pionier der Kognitionspsychologie und trat insbesondere durch seine Untersuchungen zu den Denkvorgängen beim Schachspiel hervor.

## Leben
An der Universität von Amsterdam lehrte de Groot von 1950 bis 1965 als Professor für Psychologie und von 1965 bis 1980 als Professor für sozialwissenschaftliche Methodenlehre; ab 1979 wirkte er als außerordentlicher Professor an der Reichsuniversität Groningen.
In seiner Jugend hatte er als starker Amateurspieler im Schach Erfolge erzielt und war in der niederländischen Mannschaft bei der inoffiziellen Schacholympiade 1936 in München sowie den Olympiaden von 1937 (Stockholm) und 1939 (Buenos Aires) eingesetzt.
Wissenschaftlich bekannt wurde er durch seine jahrelange Forschungsreihe auf dem Gebiet der Schachpsychologie. In seiner Doktorarbeit Het denken van den schaker, die 1965 ins Englische übersetzt wurde (Thought and choice in chess), untersuchte er die kognitiven Voraussetzungen und Denkprozesse von Schachspielern aller Kategorien. Die Teilnehmer seiner Experimente mussten meist eine Schachaufgabe unter Aufsicht lösen und zeitgleich ihre Denkvorgänge mündlich kommentieren.
Ein Schwerpunkt der gewonnenen Erkenntnisse lag auf dem Verstehen der Vorgänge während der ersten Sekunden nach dem Blick auf eine neue Schachstellung. Er unterschied im Einzelnen eine noch relativ allgemeine „Orientierungsphase“, eine „Erkundungsphase“, in der erstmals konkrete Züge berechnet werden, die „Untersuchungs“- bzw. Vertiefungsphase, in der ein plausibler Zug (Kandidatenzug) analysiert wird, und schließlich die „Bestätigungsphase“, in der sich der Proband über seine korrekte Zugwahl selbst versichert. Bei seinen Experimenten zum visuellen Gedächtnis von Schachspielern unterschiedlicher Stärke fand er heraus, dass Meisterspieler im Vergleich zu Amateuren bei der Rekonstruktion von kurzfristig dargebotenen Schachstellungen wesentlich bessere Leistungen erbrachten. Seine Experimente waren auch insofern einmalig, da unter seinen Versuchspersonen auch Schachweltmeister und Schach-Großmeister wie Aljechin, Euwe, Fine, Flohr und Keres waren.
De Groot stimmte mit seinem wissenschaftlichen Vorgänger Alfred Binet hinsichtlich der Bedeutung des visuellen Gedächtnisses und der visuellen Vorstellungskraft für die schachliche Spielstärke überein. Ferner arbeitete er den Vorteil der Erinnerungsleistung auf der Grundlage einer großen praktischen Schacherfahrung heraus.
Später unternahm er einen kurzen Ausflug in die Psychoanalyse und veröffentlichte ein Buch über die Figur des Nikolaus. Auch empirische Forschungen über angewandte und pädopgogische Themen, wie etwa zur Förderung der Leistungsdiagnostik und der Psychometrie, gehören zu seinem Œuvre.
Seinen Ruhestand verbrachte er ab 1985 mit seiner Frau auf der friesischen Insel Schiermonnikoog. Er pflegte sein Hobby, die Musik, und spielte Klavier und Violine.

## Werke
- Thought and choice in chess. Mouton, The Hague 1965.
- Saint Nicholas, A psychoanalytic study of his history and myth. Noord-Hollandsche, Amsterdam 1965.
- Methodology. Foundations of inference and research in the behavioral sciences. Mouton, The Hague 1969.
- Fünfen und Sechsen: Zensurengebung, System oder Zufall? Beltz Verlag, Weinheim 1971, ISBN 978-3-407-28135-7.
- gem. m. Fernand Gobet and Riekent Jongman: Perception and memory in chess: Heuristics of the professional eye. Van Gorcum, Assen 1996.

## Ehrungen
- Mitglied der Königlich Niederländischen Akademie der Wissenschaften,[1]1973
- Ehrendoktorwürde der Universitäten Twente und Gent
- Ehrenmitglied der Deutschen Gesellschaft für Psychologie, 1990
- Senior Fellow der Japanese Society for Science